# Petri Tamminen

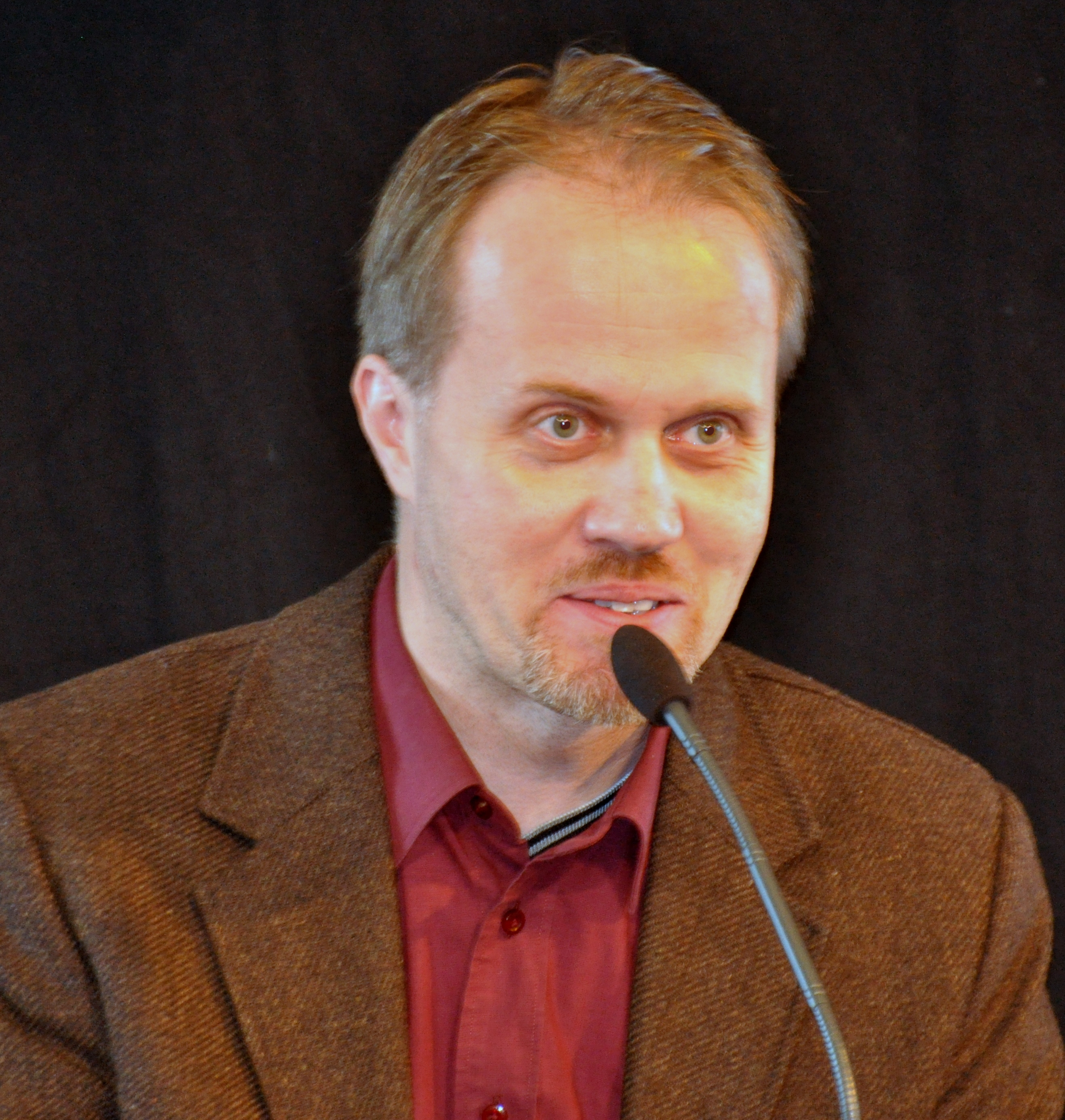
Petri Tamminen.

Petri Tamminen, född 23 november 1966 i Helsingfors, är en finländsk författare. 
Tamminen har studerat kommunikationslära vid Tammerfors universitet. I sin kortprosa tecknar han pregnanta bilder av nutidens finländska samhälle. Texterna präglas av ironi och humor som ett sätt att besvärja våld och kaos. I hans produktion märks romanerna Väärä asenne (2002) och Enon opetukset (2006), den sistnämnda en uppväxtskildring där hans språkliga lakonism firar triumfer. Boken nominerades till Finlandiapriset 2006. Han tilldelades Kalevi Jäntti-priset 2002.
Tamminens verk har översatts till danska, engelska, lettiska, svenska, slovenska, tyska och tjeckiska.